# Aristonic de Metimna
Aristonic (en grec antic: Ἀριστόνικος; en llatí: Aristonicus) fou un tirà de Metimna (Lesbos). El dia que la ciutat fou ocupada per Alexandre el Gran, de nit, el tirà va entrar a la ciutat amb vaixells pensant que encara estava sota control persa, i fou fet presoner. Els macedonis el van lliurar al poble, que el va matar.